# Bangladeshs damlandslag i fotboll
Bangladeshs damlandslag i fotboll representerar Bangladesh i fotboll på damsidan. Dess förbund är Bangladesh Football Federation (Bangladeshs fotbollsförbund).